# Convento de la Inmaculada (Pamplona)
Convento de la Inmaculada, fue establecidos en el siglo xvii, extramuros de Pamplona, en la margen derecha del río Arga, en el exterior del meandro de Aranzadi. El convento fue reconstruido y ampliado en 1710, siguiendo las trazas de fray Luis de Tafalla (OFM Cap.), con un sobrio estilo barroco; en 1923, la fachada sufrió una modificación que le dio un carácter ecléctico.
En 1951, el arzobispo de Pamplona, Enrique Delgado Gómez, erigió la parroquia de San Pedro, en la iglesia conventual del convento bajo la advocación de San Pedro. Correspondió a esta parroquia el barrio que estaba formando en ese momento a los dos lados de las calles Marcelo Celayeta y Villava. Al sur quedó la parroquia de San José, erigida en esa misma fecha para atender el barrio de la Chantrea, que había iniciado su construcción el año anterior; y al oeste la del Salvador, erigida en 1937.

## Historia

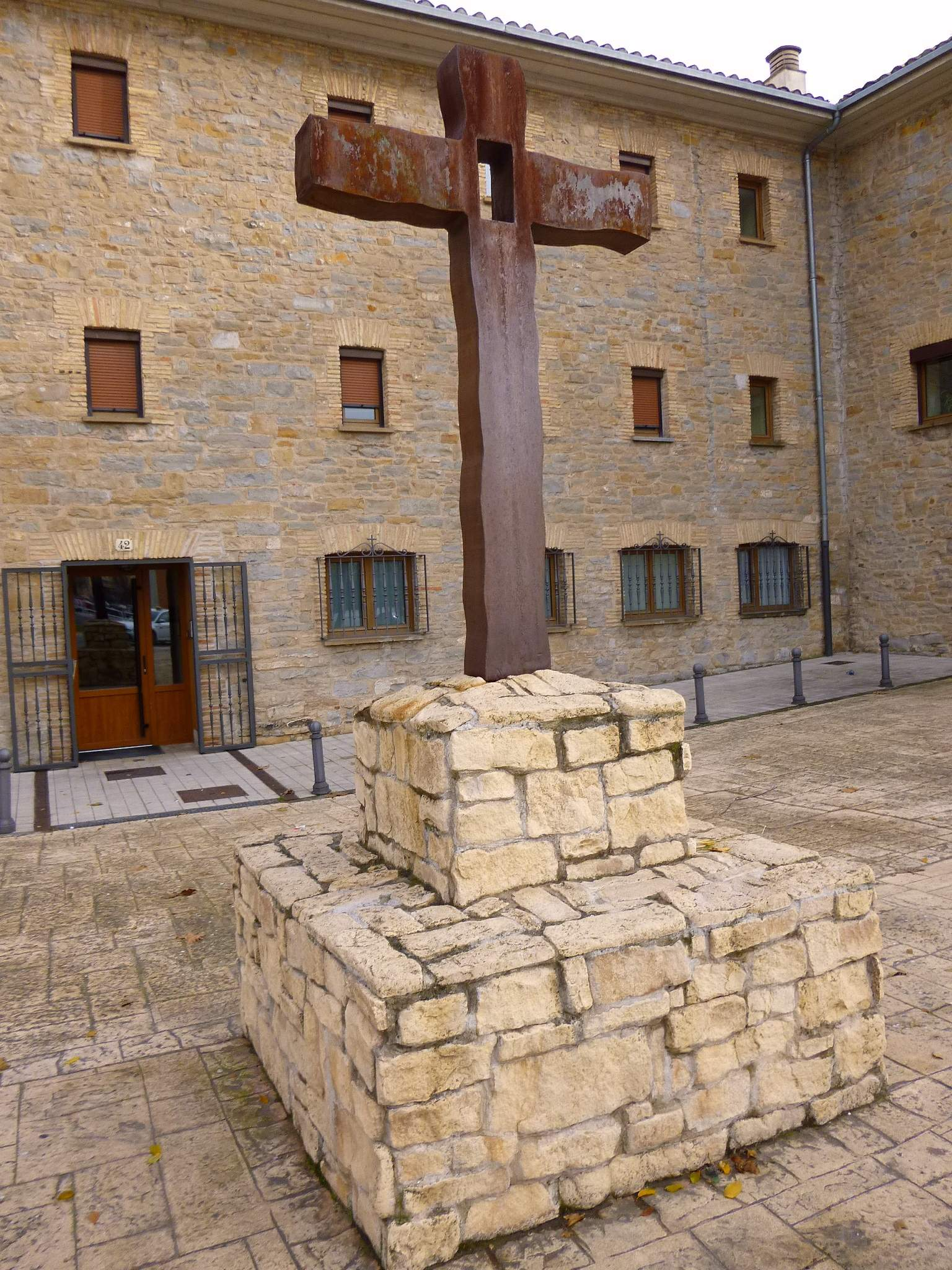
Cruz de madera colocada junto al convento en 1732

A comienzos del siglo xvii los Capuchinos llegan a Pamplona con el deseo de fundar un convento, cuentan con el apoyo del virrey de Navarra, Juan de Cardona y Recasens, se le ofrece un terreno en la zona de Trinitarios pero, finalmente, el 10 de julio de 1696 toman posesión de un terreno en el llamado cerrado de Ozcáriz, en el extremo exterior del meandro de Aranzadi. La primera piedra se puso el lunes santo de 1607, y las obras fueron costeadas por Gabriel Amasa e Ibasoro y se extendieron, al menos, hasta 1634.
El convento ocupó un solar en forma de cuadrilátero de reducidas dimensiones; disponía de un claustro central rodeado por una edificación de doble altura; en el vértice noroeste se situó la iglesia conventual. En 1679 el convento se convirtió en cabeza de la  provincia religiosa de Navarra y Cantabria, por lo que esta  edificación resultaba insuficiente. En 1708  quedó encargado de la remodelación y ampliación de la edificación el tracista de la orden, Fray Luis de Tafalla, que añadió al convento el claustro de la portería y amplió la iglesia dotándola de tres nuevos tramos y otras tantas capillas laterales en el lado del evangelio; se construyó un coro alto a los pies de la nave. Las obras fueron sufragadas por el Patronato para obras pías instituido por Gabriel Almansa, y el legado de un indiano. En 1732 se colocó en la entrada del convento una cruz de madera sobre unas gradas.
A finales del siglo xviii, con motivo de la guerra de la Convención, se decretó su derribo por necesidades defensivas de la plaza fuerte, aunque no parece que se llegase a producir. Durante el siglo xiX la comunidad religiosa sufrió sucesivas exclaustraciones; que tuvieron como consecuencia serios deterioros del convento, por lo que debió reconstruirse en varias ocasiones, la última en 1879.